# Dasyomyliobatis thomyorkei
Dasyomyliobatis thomyorkei — викопний вид орлякоподібних скатів, єдиний представник родини Dasyomyliobatidae.

## Скам'янілості
Викопні рештки риби виявлені у 2014 році у лагерштетті Монте-Болька поблизу Верони на півночі Італії. Знайдено добре збережений, цілісний і зчленований скелет на плиті. Ширина диска 99,9 см.

## Назва
Видовий епітет стосується англійського музиканта та вокаліста гурту Radiohead Тома Йорка.

## Таксономія
Рід характеризується унікальною гібридною зубною системою та морфологією грудних плавців, що дозволило перейти від хвилеподібного плавання до коливального (і, як наслідок, перейти від донного до пелагічного способу життя), а також використовувати різноманітну здобич від м’якотілих до твердопанцирних організмів. Як випливає з назви роду, він демонструє проміжні ознаки між хвостоколами (Dasyatidae) та орляками (Myliobatidae), і тому може вважатися перехідною формою в походженні пелагічних скатів. Вважається, що Dasyomyliobatidae є сестринською групою Myliobatidae, і ці дві групи, ймовірно, розійшлися під час пізньої крейди.